# Jeanne DuPrau
Jeanne DuPrau (San Francisco, 9 giugno 1944) è una scrittrice statunitense, conosciuta soprattutto per la serie di libri di fantascienza per ragazzi sul mondo di Ember.
Jeanne DuPrau, dopo la laurea in letteratura inglese al College di Claremont, in California, ha lavorato come insegnante d'inglese, redattrice per una casa editrice, scrittrice tecnica per la Apple e scrittrice autonoma.
Ha raggiunto la popolarità, soprattutto negli Stati Uniti, a partire dal 2003, anno di pubblicazione de La città di Ember, primo romanzo della quadrilogia di Ember. Nel 2008 dal romanzo è stato tratto il film Ember - Il mistero della città di luce, diretto da Gil Kenan.

## Opere

### Quadrilogia di Ember
- La città di Ember, Fabbri Editori 2003, Rizzoli 2008 (pubblicato col titolo Ember - Il mistero della città di luce, in seguito al film), BUR 2010 (edizione tascabile, riportata al titolo La città di Ember) (The City of Ember, 2003)
- Gente di Sparks, Fabbri Editori 2006 (The People of Sparks, 2004)
- La Profetessa di Yonwood, Fabbri Editori 2007 (The Prophet of Yonwood, 2006) [prequel degli altri romanzi]
- I Diamanti di Darkhold, Fabbri Editori TBA (probabilmente resterà per sempre inedito in Italia per via del poco successo riscosso da Gente di Sparks e La Profetessa di Yonwood) (The Diamond of Darkhold, 2008)

### Romanzi
- The Earth House (1993)
- Car Trouble (2005)